# Requetè

Escut del Requetè

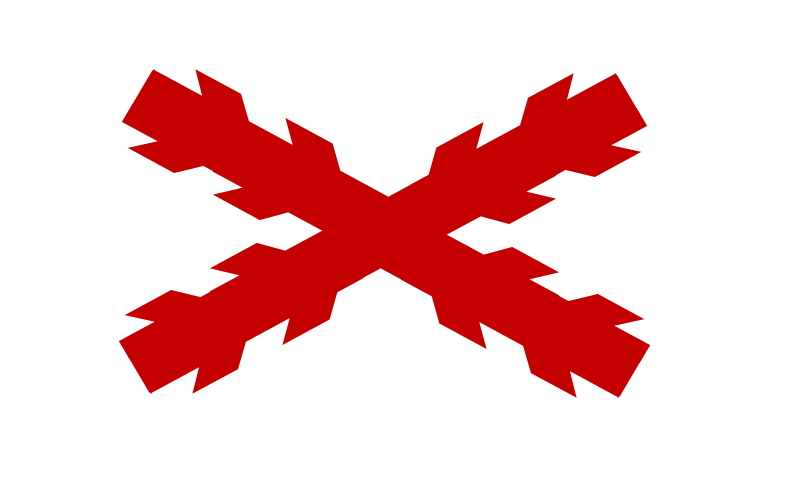
Bandera Tradicionalista

Requetè o requeté fou l'organització paramilitar del carlisme creada a principis del segle xx. L'ús més antic del terme "requetè" correspon al Tercer Batalló de Navarra, denominat del Requetè, el 1835, durant la Primera Guerra Carlina. El valor dels seus components va fer que, per extensió, aquesta denominació es generalitzés a tots els combatents carlins.
A principis del segle XX diverses organitzacions carlines van utilitzar aquesta denominació per a elles o les seves publicacions periòdiques a diferents llocs d'Espanya: Catalunya, Aragó, Andalusia. Una d'elles va ser fundada per Joan Maria Roma com una organització juvenil del carlisme en 1907. Tenia com òrgan d'expressió a Lo Mestre Titas. Sota la direcció de Joaquim Llorens es va convertir a partir de 1913 en l'organització paramilitar del carlisme seguint l'exemple dels Camelots du Roi l'organització juvenil d'extrema dreta d'Action Française. Va mantenir escassa activitat en els anys de la Primera Guerra Mundial, reactivant-se el 1920 sota la direcció de Juan Pérez Nájera i sobretot després de la proclamació de la Segona República Espanyola, fonamentalment a Navarra, on havia uns 10.000 requetès organitzats.
El 1932 José Enrique Varela es va fer càrrec de la direcció dels requetès, als quals va estructurar militarment: des de la unitat bàsica, la patrulla, que es componia de 5 boines vermelles i un cap, el requetè que formava una companyia de 246 homes i finalment el terç que estava format per tres companyies. Ricardo Rada es va posar al càrrec de l'organització el 1935 i al juliol de 1936 els requetès sumaven 30.000 homes. El 15 d'abril de 1934, es va celebrar l'Acte de Quintillo a Sevilla, que va consistir en la presentació i desfilada, públicament de la milícia armada carlina. En aquest acte, van participar 650 boines vermelles andalusos, uniformats i instruïts militarment, que va suposar una exhibició sense precedent a la qual van assistir els dirigents carlins nacionals, per a demostrar la força que tenia el requetè fora dels seus feus tradicionals.
Durant la Guerra civil espanyola els terços de requetès, que van combatre al costat de Francisco Franco, van tenir una actuació destacada. En total es van constituir 41 terços: 10 compostos per navarresos, 8 per bascos, 8 per castellans, 7 per andalusos, 6 per aragonesos, 1 per asturians i 1 per catalans, el conegut com a Terç de Requetès de la Mare de Déu de Montserrat.
Els noms de tots ells es troben gravats en les estacions del Via Crucis de Montejurra, i el del Terç de la Mare de Déu de Montserrat té una petita capella al monestir de Montserrat. Es calcula que al voltant de 60.000 requetés van participar en la guerra civil i d'ells uns 6.000 van morir.
El 1959 es va constituir a Burgos la Germanor Nacional d'Antics Combatents de Terços de Requetés.